# Sainte-Louise
Pour les articles homonymes, voir Sainte Louise et Louise.
Sainte-Louise est une municipalité de paroisse de la région de Chaudière-Appalaches au Québec, situé dans la municipalité régionale de comté de L'Islet.
On y trouve un village agricole d'environ 700 habitants situé près des côtes du Saint-Laurent le long du piémont des Appalaches.

## Toponymie
La municipalité est nommée en l'honneur de Louise Whilelmine Boisseau née Dionne, qui fut la seigneuresse des Aulnaies, au XIXe siècle. Celle-ci est fêtée le 31 janvier de chaque année, en même temps que les bénévoles, l'arrivée des nouvelles personnes et des nouveau-nés de l'année précédente. En 1984, pour fêter le 125e anniversaire de la paroisse, les gens de Sainte-Louise ont bâti bénévolement une grande salle communautaire qui est toujours utilisée.

## Histoire
- 11 décembre 1860 : Érection de la municipalité de Sainte Louise.
- 15 mars 1969 : La municipalité change son nom pour Sainte-Louise.

## Géographie
La rivière Joncas coule entièrement dans la municipalité de l'est vers l'ouest où elle conflue avec la rivière Ferrée.
Le crénon de la rivière Saint-Jean est situé à la limite sud-est de la municipalité La rivière Port Joli traverse la limite sud-ouest.

## Démographie
| 1996 | 2001 | 2006 | 2011 | 2016 | 2021 |
| ---- | ---- | ---- | ---- | ---- | ---- |
| 823  | 739  | 704  | 704  | 671  | 674  |

## Administration
Les élections municipales se font en bloc pour le maire et les six conseillers.
| Sainte-Louise Maires depuis 2003                                                                                     |                            |         |          |
| Élection | Maire                      | Qualité | Résultat |
| 2003 | Denys Bélanger             |         | Voir     |
| 2005 | Aucun candidat à la mairie |         | Voir     |
| n/d | Mireille Forget            |         | Voir     |
| 2009 | Denis Gagnon               |         | Voir     |
| 2013 | Denis Gagnon               | Voir    |          |
| 2017 | Denis Gagnon               | Voir    |          |
| 2018 | Normand Dubé               |         | Voir     |
| 2021 | Normand Dubé               | Voir    |          |
| Élection partielle en italique Depuis 2005, les élections sont simultanées dans toutes les municipalités québécoises |                            |         |          |

## Festivals
Sainte-Louise a son festival, celui du Père Zim, au mois d'août.